# SLG rezoluce
SLG rezoluce (Selective Linear General) je v logice rozšířená rezoluce konvergující pro všechny logické programy s negací operující na uzavřených literálech. Jedná se o rozšíření rezoluce používané Prologem, která se ovšem může zacyklit (neboť Prolog vyhodnocuje rekurzivně zleva), kdežto SLG rezoluce vždy konverguje.
Příkladem je definice symetrického predikátu "hraničí s": borders(X,Y) :- borders_as(X, Y). borders(X,Y) :- borders_as(Y, X).